# 弗賴冰川
76°38′S 162°18′E / 76.633°S 162.300°E
弗賴冰川（英語：Fry Glacier）是南極洲的冰川，位於維多利亞地，從康沃伊山脈東北端流經科克伍德山脈南端，最終注入特里普灣，由英國探險隊繪入地圖。